# Bertha Riedel-Ahrens
Bertha Riedel-Ahrens (* 16. September 1850 in Lübeck; † nach 1908, Pseudonym Sylvio Lugano) war eine deutsche Schriftstellerin. Sie verfasste erfolgreiche Romane, die in zahlreichen deutschen und ausländischen Zeitungen erschienen sind. Ihr Werk fällt im Kontext der  Unterhaltungsliteratur der Jahrhundertwende durch seine sozialkritischen Akzente auf, insbesondere durch die Fokussierung auf die gesellschaftliche Stellung der Frau und deren Emanzipation.

## Leben
Bertha Ahrens wuchs in bürgerlichen Verhältnissen in Lübeck auf. Sie besuchte dort die Anstalt zur Ausbildung von Lehrerinnen des Predigers Peter Hermann Münzenberger. Auf Vermittlung ihres älteren Bruders ging sie 1869 als Erzieherin nach Brasilien und arbeitete auf einer Farm bei Campos dos Goytacazes und in Rio de Janeiro, wo sie auch eine Stellung als Gesellschafterin einer Schriftstellerin russischer Herkunft annahm. Sie heiratete dort den deutschen Zahnarzt A. F. Riedel. Ihr Ehemann kaufte ihr auf dem Sklavenmarkt zur Arbeitsentlastung ihres Haushalts in Pereira Barreto (?) eine Mulattin. 1882 kehrte das Ehepaar nach Deutschland zurück. Der Mann verlor sein Vermögen, ging erneut auf Existenzsuche nach Südamerika, starb aber in Montevideo. Bertha Riedel-Ahrens blieb mit den zwei (oder drei?) Kindern in Deutschland und verdiente ihren Lebensunterhalt durch Sprachenunterricht, als Lehrerin an der Industrieschule in Halle und mit ihren literarischen Arbeiten. Sie wandte sich der Theosophie zu.

## Werke (Auswahl)
- Enthüllte Frauenherzen. Leipzig 1883.
- Schiffbruch. Erzählung. Janke, Berlin 1885.
- Rolandsholm. 2 Bde. Berlin 1886–1887.
- Heldenseelen. Berlin 1888.
- Tropische Nächte, 2 Bände. Janke, Berlin 1888.
- Die Königin der Nacht. Berlin 1890.
- Des Vaters Geheimnis. Janke, Berlin 1890.
- Zwei Frauen. 2 Bände. Hamburg 1891.
- Im grauen Schloss. 2 Bände. Janke, Berlin 1892.
- Esther Holm. Rendsburger Wochenblatt, 1901.
- Verlorenes Paradies, abgedruckt 1907 als Fortsetzungsroman in der Schlesischen Volkszeitung